# Gmina Garčin
Gmina Garčin (chorw. Općina Garčin) – gmina w Chorwacji, w żupanii brodzko-posawskiej.

## Miejscowości i liczba mieszkańców (2011)
- Bicko Selo – 517
- Garčin – 911
- Klokočevik – 607
- Sapci – 504
- Selna – 308
- Trnjani – 786
- Vrhovina – 261
- Zadubravlje – 912